# 李勝
李 勝（り しょう、? - 249年）は、中国三国時代の政治家。魏に仕えた。字は公昭。荊州南陽の人。李休の子。『三国志』では魏書の「諸夏侯曹伝」の本文やそれに引かれた『魏略』、さらに「傅嘏伝」の注に引用された『傅子』に記録がある。

## 経歴
父の李休は後漢末の動乱期に、漢中の張魯に仕えた人物である。彼は張魯に王位（漢寧王）に昇るよう奨めたこともある。張魯が曹操に降伏すると、李休も列侯された。
李勝は若いころに都に遊学し、風雅で才智があると評判があった。曹爽や夏侯玄らと親しく付き合い、後に「四聡八達」というグループの一員になるが、軽薄浮華を理由に曹叡（明帝）に官吏を解任されることになった。明帝が亡くなり、曹芳（斉王）の補佐として曹爽が政権を担当するようになると起用され、洛陽県令となる。244年、曹爽と夏侯玄が蜀漢征伐を計画すると、李勝もそれに賛同し、征西将軍である夏侯玄の長史となるが、大敗を喫する（興勢の役）。そのため、司馬懿からは快く思われなかった。
滎陽太守・河南尹を歴任して、いずれも治績を挙げた。河南尹としての仕事ぶりは、前任者の劉靖が法に厳格であったのに対し、法を緩めることにより、一時的に名声を得た、と評されている。河南尹の職にあって一年後に、凶兆が勃発している。まもなく荊州刺史に任命された。後漢以来の慣例では、本貫地の州刺史には任命されない決まりになっていた（三互法）ので、異例の人事であった。248年冬、曹爽に荊州刺史へ就任の報告を兼ねて、病気療養中として引きこもっていた司馬懿の様子を探りに行くよう命じられるが、司馬懿の芝居にまんまと騙されて本当の病人と思い込み、曹爽に司馬懿はもはや再起不能であると報告した。『魏末伝』によると、司馬懿が痴呆を装ったため、李勝は思わず涙を流したというが、その真偽は不明である。249年、李勝が荊州に赴任しないうちに、司馬懿がクーデターを起こして曹爽らは失脚、後に曹爽と共に謀反を企んでいたと李勝も告発され、三族皆殺しの刑に処せられた。